# Brjagovo (distrikt i Bulgarien, Chaskovo)
Brjagovo (bulgariska: Брягово) är ett distrikt i Bulgarien.   Det ligger i kommunen Obsjtina Chaskovo och regionen Chaskovo, i den centrala delen av landet, 220 km öster om huvudstaden Sofia.
Trakten runt Brjagovo består till största delen av jordbruksmark. Runt Brjagovo är det ganska tätbefolkat, med 80 invånare per kvadratkilometer.